# Ya Ya
Singles de Lee Dorsey
Do-Re-Mi / People Gonna Talk
(1961)
Ya Ya est une chanson co-écrite et initialement enregistrée par le chanteur de rhythm and blues américain Lee Dorsey en 1961.

## Lee Dorsey
Basée sur l'air d'une comptine, Ya Ya est coécrite par Lee Dorsey, Clarence Lewis et Morgan Robinson (l'éditeur Morris Levy (en) est aussi quelques fois crédité) et publiée en 1961, couplée à Give Me You, sur le premier single de Dorsey. Aux États-Unis, elle a atteint la 7e place sur le Billboard Hot 100 pour la semaine du 30 octobre et la 1re place dans le classement Billboard Hot R&B Sides, pour la semaine du 6 novembre. Cette chanson est aussi incluse dans son album, aussi intitulé Ya Ya (FULP 1002), publié la même année et qui comprend les quatre chansons de ses deux premiers 45 tours complété de sept autres titres.

### Liste des pistes de l'albumYa Ya
| Face 1 1. Ya Ya - 2:26 2. Give Me You - 2:20 3. Do-Re-Me - 1:58 4. People Gonna Talk - 2:25 5. Chin Chin - 2:04 6. Mess Around - 2:28 | Face 2 1. Eenie Meenie Mini Mo - 2:00 2. One And One - 1:59 3. Yum Yum - 2:27 4. Ixie Dixie Pixie Pie - 1:58 5. Behind The Eight-Ball - 2:10 |

### Classements du single
| Classement (1961)              | Meilleure position |
| ------------------------------ | ------------------ |
| États-Unis (Hot 100)           | 7                  |
| États-Unis (R&B/Hip-Hop Songs) | 1                  |

## Reprises
Cette chanson a connu de nombreuses reprises; par Tommy James and the Shondells en 1966, par les The Hombres en 1968, par Ike & Tina Turner enregistrée dans les années 1970 (mais publiée en 2004), par Steve Miller en 1988 et plusieurs autres.

### Tony Sheridan...sans les Beatles
Selon l'auteur Mark Lewisohn, les Beatles ont régulièrement interprété Ya Ya, sur scène en 1961 et 1962 à Hambourg, Liverpool et ailleurs. John Lennon a toujours été le chanteur principal de ce numéro, mais aucune version enregistrée n'est connue.
EPs par Tony Sheridan
Mister Twist
(1962) Skinny Minny
(1964)
Cependant, lorsque les Beatles faisaient toujours partie du giron de Polydor, Tony Sheridan, leur collaborateur à cette époque, en a enregistré une version live pour ce label. À 2 minutes et 48 secondes, la chanson semble se terminer mais reprend de plus belle pour plus de deux autres minutes. Publié en Allemagne de l'Ouest en octobre 1962 comme face A d'un E.P., ce 45 tours est crédité à Tony Sheridan & The Beat Brothers qui sont souvent considérés à tort ici comme étant les Beatles mais ces derniers n'ont aucune implication dans l'enregistrement de ce titre. Selon Bill Harry dans ses notes du CD The Early Tapes of the Beatles, les musiciens entendus sont Tony Sheridan (guitare et chant), Rikki Barnes (saxophone), Roy Young (piano), Peter Wharton (basse) et Johnny Watson (batterie). Par contre, la chanson Sweet Georgia Brown, incluse sur ce 45 tours, est effectivement enregistrée par les Beatles qui deviendront bientôt célèbres.
En 1964, la première partie de Ya Ya a été incluse pour étoffer l'album compilation allemand The Beatles' First ! tandis que l'enregistrement complet peut être entendu, vingt ans plus tard, sur The Early Tapes of the Beatles, sa réédition en CD.

#### Liste des pistes:Ya Ya-Tony Sheridan & The Beat Brothers
EP 7po Polydor - 21 485 (1962, Allemagne de l'Ouest.)
A1. / A2. Ya Ya Part 1 & 2
B1. Sweet Georgia Brown (avec les Beatles)
B2. Skinny Minny (en) [sic] ,

### John Lennon
John Lennon a inclus, sur l'album Walls and Bridges publié en 1974, un court extrait de la chanson avec lui-même au chant et au piano, crédité « Dad », avec Julian, son fils de 11 ans, à la caisse claire.
L'année suivante, Lennon a repris la chanson complète sur son album Rock 'n' Roll, un projet initié afin qu'il puisse se sortir d'un imbroglio judiciaire, accusé d'avoir plagié, dans sa chanson Come Together, la suite d'accords et quelques vers de You Can't Catch Me, une chanson de Chuck Berry dont les droits revenaient à Morris Levy.

### Adaptations françaises
Ya Ya Twist
La chanson est adaptée en français par Georges Aber et Lucien Morisse avec le titre Ya Ya Twist et interprétée par la chanteuse britannique Petula Clark et presque simultanément par Johnny Hallyday publiées en février 1962 et par Les Vautours en avril suivant. Les comédiennes Isabelle Bouysse et Babsie Steger interpréteront cette chanson en 1995 pour la série La Croisière foll'amour[réf. nécessaire]. Sylvie Vartan reprend cette adaptation sur son album Nouvelle Vague en 2007.
Yaya
Au Québec en 1964, Joël Denis l'adapte et l'enregistre, cette fois intitulée Yaya, et cette version sera reprise en 1994 par Mitsou.